# Graf DK 9

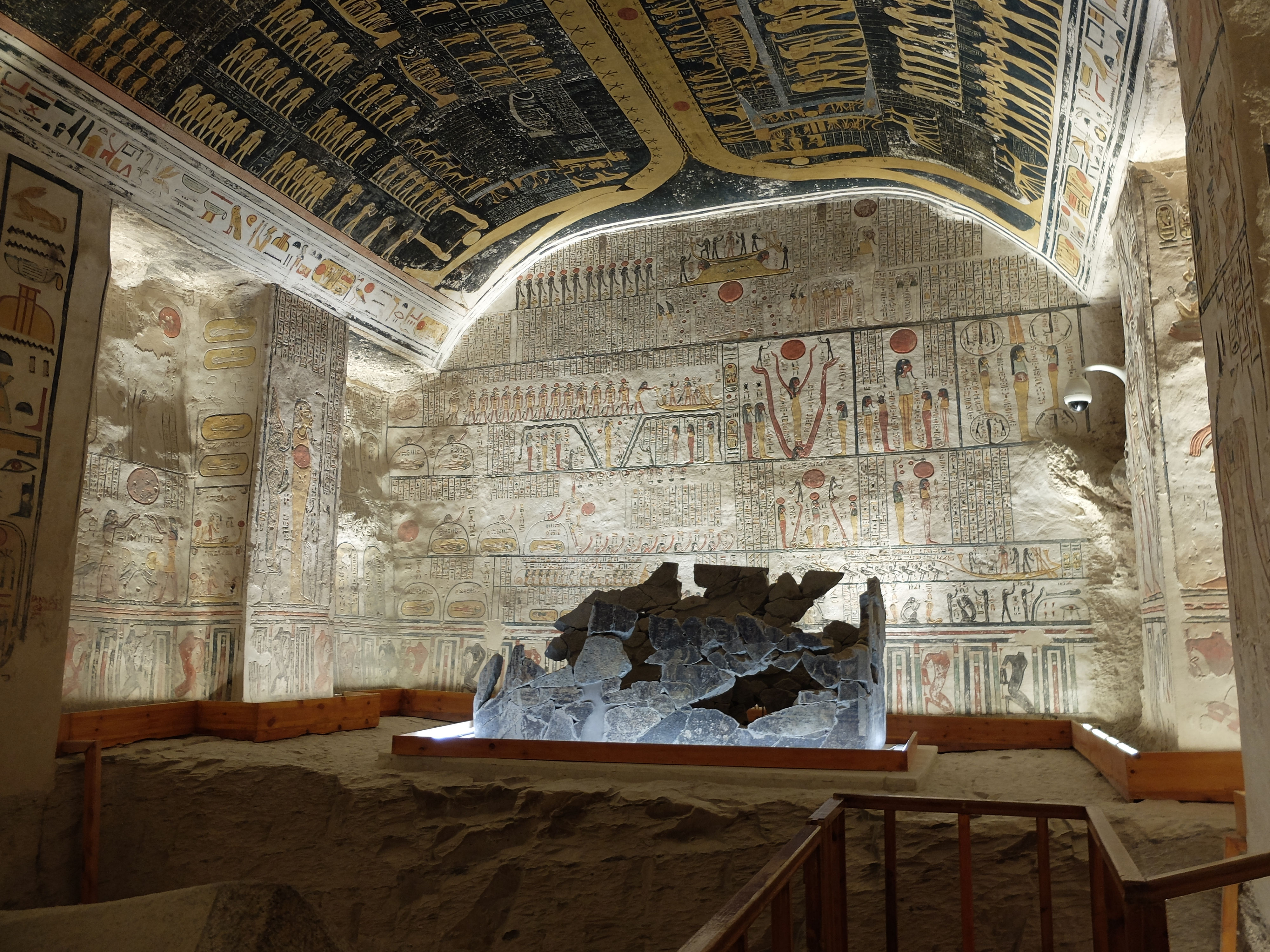
De graftombe

Graf DK 9 is het graf van Ramses VI. Het graf ligt in de Vallei der Koningen en is vooral bekend omwille van de prachtige kleuren die 3000 jaar na de bouw nog steeds te zien zijn.
De bouw van het graf was reeds begonnen onder Ramses V, maar deze regeerde kort en Ramses VI nam het graf van zijn broer in.
De opbouw van het graf is vrij eenvoudig. Na de ingang zijn er drie gangen die uitkomen in de pijlerzaal. Dan volgen nog twee gangen die uitkomen op een voorkamer waar de grafkamer achter ligt. De grafkamer is versierd met taferelen uit het Boek van de Dood en het Boek van de Aarde. De eerste gangen en de pijlerzaal zijn versierd met het Boek der Poorten, terwijl de vierde en vijfde gang versierd zijn met het Boek Amdoeat en op het plafond het Boek der Hemel. De voorkamer is versierd met het Boek der Holen.
Tijdens de bouw werd vrijgekomen zand op de toegang van Graf DK 62 (het graf van Toetanchamon) gegooid, waardoor dit ontoegankelijk werd en vrijwel ongeschonden bleef.